# Cista Provo
Cista Provo és un municipi de Croàcia situat al comtat de Split-Dalmàcia. El poble de Dobranje pertany al municipi.